# Orocrambus
Orocrambus is een geslacht van vlinders van de familie grasmotten (Crambidae).

## Soorten
- O. abditus Philpott, 1924
- O. aethonellus Meyrick, 1882
- O. angustipennis Zeller, 1877
- O. apicellus Zeller, 1863
- O. callirhous Meyrick, 1882
- O. catacaustus Meyrick, 1885
- O. clarkei Philpott, 1930
- O. corruptus Butler, 1877
- O. crenaeus Meyrick, 1885
- O. cultus Philpott, 1917
- O. cyclopicus Meyrick, 1882
- O. dicrenellus Meyrick, 1882
- O. enchophorus Meyrick, 1885
- O. ephorus Meyrick, 1885
- O. flexuosellus Doubleday, 1843
- O. fugitivellus Hudson, 1951
- O. geminus Patrick, 1991
- O. haplotomus Meyrick, 1882
- O. harpophorus Meyrick, 1882
- O. heliotes Meyrick, 1888
- O. heteraulus Meyrick, 1905
- O. horistes Meyrick, 1902
- O. isochytus Meyrick, 1888
- O. jansoni Gaskin, 1975
- O. lectus Philpott, 1929
- O. lewisi Gaskin, 1975
- O. lindsayi Gaskin, 1975
- O. mechaeristes Meyrick, 1905
- O. melampetrus Purdie, 1884
- O. melitastes Meyrick, 1909
- O. mylites Meyrick, 1888

- O. oppositus Philpott, 1915
- O. ordishi Gaskin, 1975
- O. ornatus Philpott, 1927
- O. paraxenus Meyrick, 1885
- O. philpotti Gaskin, 1975
- O. punctellus Hudson, 1951
- O. ramosellus Doubleday, 1843
- O. scoparioides Philpott, 1914
- O. scutatus Philpott, 1917
- O. simplex Butler, 1877
- O. siriellus Meyrick, 1882
- O. sophronellus Meyrick, 1885
- O. thymiastes Meyrick, 1901
- O. tritonellus Meyrick, 1901
- O. tuhualis Felder, 1875
- O. ventosus Meyrick, 1920
- O. vittellus Doubleday, 1943
- O. vulgaris Butler, 1877
- O. xanthogrammus Meyrick, 1882